# 今西郁瑠
今西 郁瑠（いまにし かおる、1984年4月6日 - ）は、日本の元女子バレーボール選手。

## 来歴
千葉県船橋市出身。実姉がバレーボールをしていたのがきっかけで小学校2年生よりバレーボールを始める。市立船橋高校在学時は春高バレー等に出場。日本体育大学に進学し、4年次に同チーム主将を務めた。
2007年、プレミアリーグ・トヨタ車体クインシーズに入団。都築有美子とともに強烈なジャンプサーブが持ち味である。平成20年度天皇杯・皇后杯全日本バレーボール選手権大会で初優勝に貢献した。2010年度よりチーム主将を務める。
2012年6月に現役を引退し社業専念。

## 所属チーム
- 坪井中
- 船橋市立船橋高等学校
- 日本体育大学
- トヨタ車体（2007-2012年）